# Ave verum corpus (Mozart)
Ave verum corpus (KV 618) este un motet in re major scris de compozitorul austriac Wolfgang Amadeus Mozart pentru prietenul comun al său și al lui Joseph Haydn, Anton Stoll. Anton Stoll era un muzician răspunzător de muzica corală din parohia bisericii din Baden, din apropierea Vienei.
Motetul este o piesă muzicală constând dintr-un text religios, în acest caz poezia latină Ave verum corpus, căruia îi este suprapusă o compoziție muzicală. Această piesă, care poate fi datată cu certitudine datorită păstrării partiturii autografe a lui Mozart (data inscripționată este 17 iunie 1791), a fost scrisă pentru celebrarea sărbătorii catolice Corpus Christi. 

## Circumstanțele compunerii
În timpul compunerii, Mozart se afla într-o perioadă foarte creativă, lucrând în special la opera Flautul fermecat. Se afla într-o vizită la soția sa Constanze Mozart, care era gravidă cu a șasea sarcină și era la băi în localitatea Baden bei Wien.

## Partitura

### Muzica
Lucrarea este scrisă pentru voci solo (soprană, alto, tenor și bas), cor, instrumente cu coarde și orgă, fiind formată din 46 de măsuri. Muzica avea să își găsească ecou în ultima lucrare a compozitorului, tot de natură religioasă, Recviemul în re minor. Manuscrisul în sine este foarte sumar, conținând numai indicații minimale.

### Textul
Ave verum Corpus natum

De Maria Virgine:

Vere passum, immolatum

In cruce pro homine.

Cujus latus perforatum

Unda fluxit et sanguine:

Esto nobis praegustatum

In mortis examine.